# Muurkaatsen
Muurkaatsen is de verzamelnaam voor sporten waarbij een bal met de handpalm of vuist via één of meerdere muren in een speelveld moet worden geslagen. 
De meest voorkomende variant van het muurkaatsen is het Ierse of Amerikaans handbal. Een bijzondere vorm, die uit Engeland stamt is het Eton Fives, dat wordt gespeeld op een baan die een exacte kopie is van een nis naast de ingang van een kapel op het terrein van het Eton College, waar het spel is ontstaan.
Andere landen en landstreken waar vormen van muurkaatsen stand hebben gehouden zijn Italië (pelota elastico), Baskenland (onder andere pelota mano) en Valencia. Verder is het muurkaatsen in delen van Zuid- en Midden-Amerika, daar door de Spanjaarden geherintroduceerd, erg populair. 
In New York en omgeving is het kaatsen op een veld met één muur (daar one wall handball genoemd) erg in trek. Verspreid over de verschillende parken zijn daar dagelijks tienduizenden kaatsers actief op ruim 2000 kaatsbanen. In het land van oorsprong van deze muurkaatsvariant, Ierland, wordt deze meest elementaire vorm, nauwelijks nog gespeeld: vanwege het natte en vrij koude klimaat zijn daar in de loop van de 20e eeuw de meeste banen ommuurd. In deze handball alleys, zoals ze daar genoemd worden, wordt logischerwijs de viermuursvariant gespeeld: de voorloper van squash en racquetball.
Op het vasteland van Europa hebben de verschillende kaatsbonden in de eenmuursvariant een vorm gevonden die in internationaal verband gespeeld kan worden. In Nederland wordt door de KNKB aan haar leden een training- en wedstrijdprogramma muurkaatsen aangeboden op indoorbanen in Tzummarum en Franeker.